# L'Âne (Maupassant)
Pour les articles homonymes, voir L'Âne (homonymie).
L'Âne est une nouvelle de Guy de Maupassant, parue en 1883.

## Historique
L'Âne est initialement publiée dans la revue Le Gaulois du 15 juillet 1883, puis dans le recueil Miss Harriet.
La nouvelle est dédiée à son ami et cousin Louis Le Poittevin (1847-1909).

## Résumé

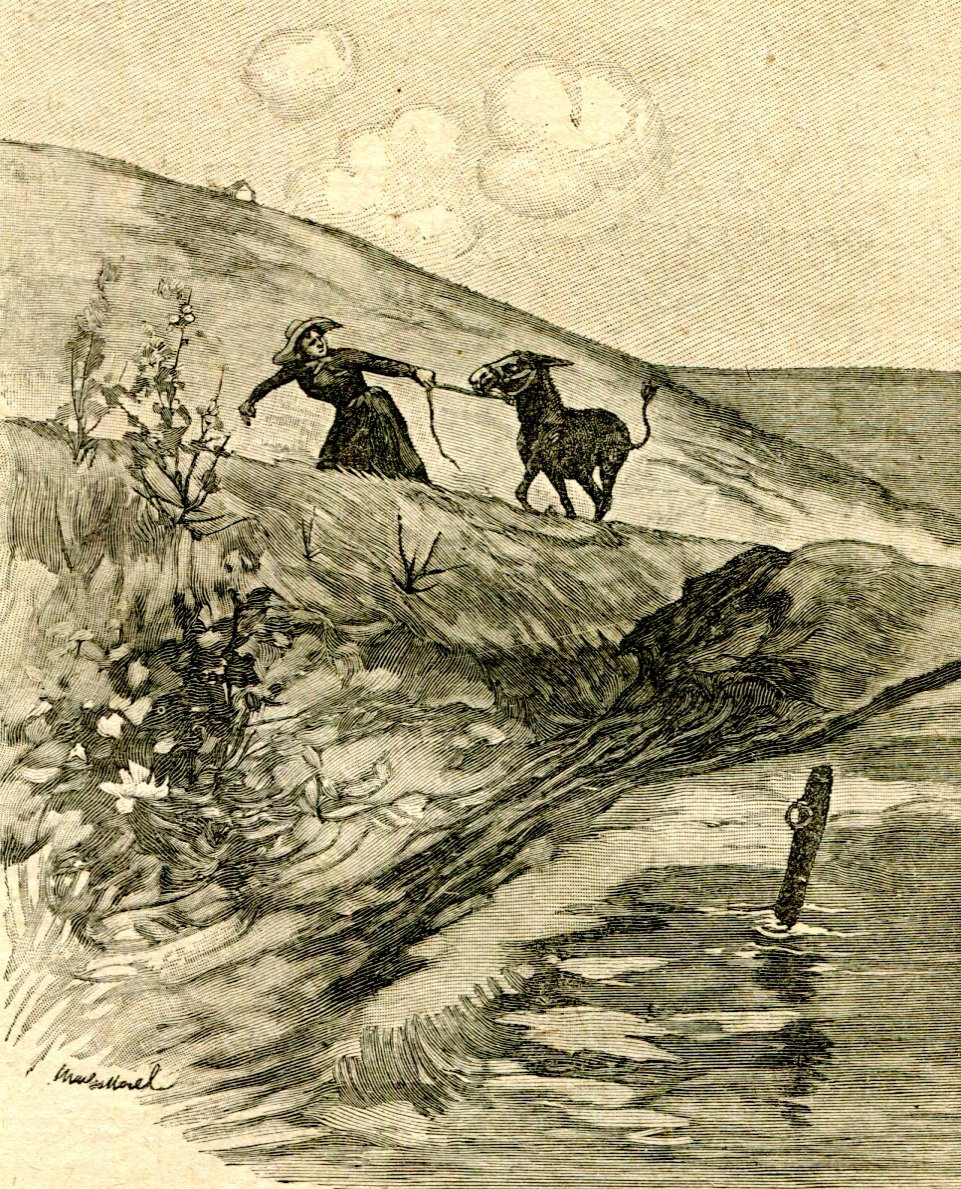
« La femme tirait, courbeé en deux... »

Labouise surnommé Chicot et son associé Maillochon maraudent sur le fleuve. Ils braconnent sur les berges, font les poches des noyés qui descendent ou volent des canots à l’occasion.
Ce soir-là, les deux compères tirent des lapins. Après en avoir tué deux, ils s’endorment dans leur barque. À l’aube, ils regardent le spectacle d’une femme qui emmène un âne à l’abattoir.
Labouise, qui a envie de s’amuser, achète l’âne cent sous à la femme, puis il se place à quarante pas et tire sur l’animal avec du petit plomb. Il ne faut pas le tuer tout de suite et faire durer le plaisir. Un coup, deux coups de feu, au troisième, la bête épuisée tente de fuir. Les deux hommes l’achèvent en lui tirant dans la bouche.
Le lendemain, ils vendent la carcasse vingt francs à un restaurateur en lui faisant croire qu’il s’agit d’une grosse bête que cachait un buisson quand ils lui ont tiré dessus - peut-être un chevreuil ? une biche ? "Je peux pas te dire ce que c'est, vu que je l'ignore. Pour gros, c'est gros. Mais quoi ?"...

## Éditions
- L’Âne, dans Maupassant, Contes et Nouvelles, tome I, texte établi et annoté par Louis Forestier, éditions Gallimard, Bibliothèque de la Pléiade, 1974  (ISBN 978 2 07 010805 3).